# Capella di Sant'Elena
Cappella di Sant'Elena all'Esquilino ou Capela de Santa Helena no Esquilino é uma capela de Roma, Itália, localizada no rione Esquilino, na via Machiavelli. É dedicada a Santa Helena e subsidiária da paróquia de Sant'Eusebio all'Esquilino.

## História
Esta capela foi construída entre 1898-9 com base num projeto do arquiteto Ettore Genuini igreja do convento das Franciscanas Missionárias de Maria por ocasião de uma obra de ampliação de seu convento. A dedicação à Santa Helena é comemorada numa inscrição sobre o portal de entrada, uma referência também à fundadora da ordem, a francesa Hélène de Chappotin de Neuville.
A igreja e o complexo conventual foram construídos em estilo neogótico. O interior, com uma nave única, está decorado com diversos vitrais coloridos e é caracterizado por uma grade que separa a porção do edifício ocupada pelas religiosas da porção dos fieis. Depois da Segunda Guerra Mundial, foi transformada numa capela anexa a uma escola elementar.

## Galeria

Imagens da igreja
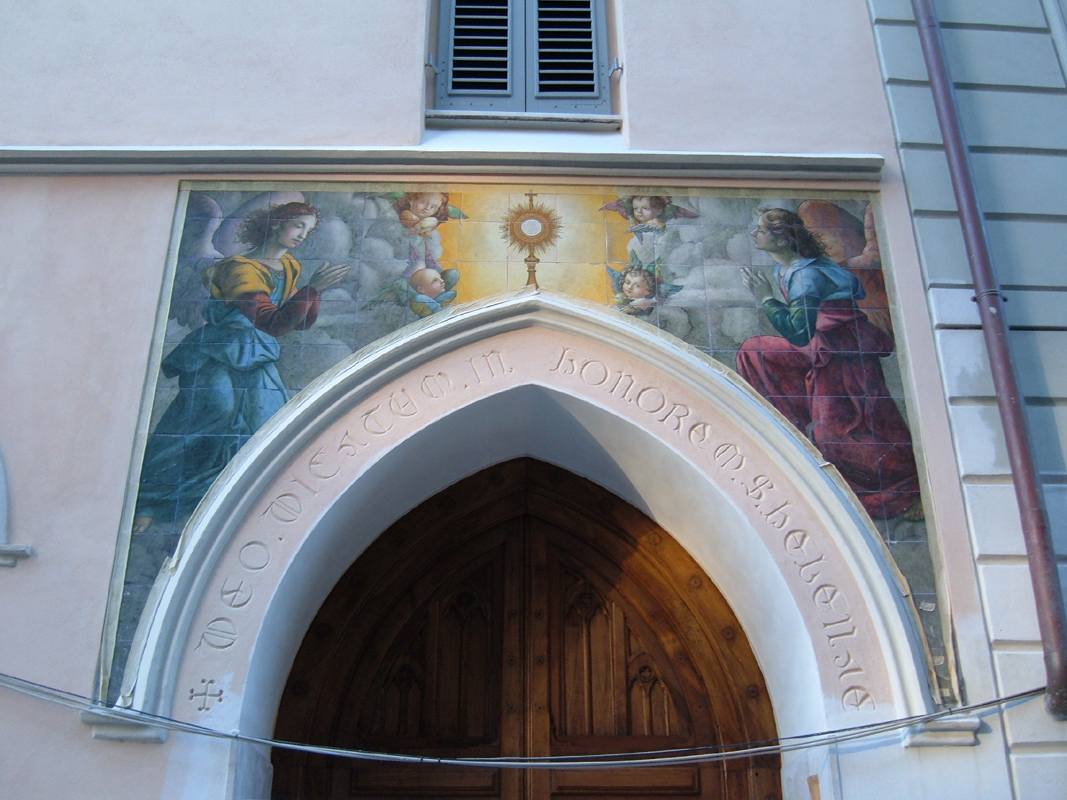
Detalhe do portal.
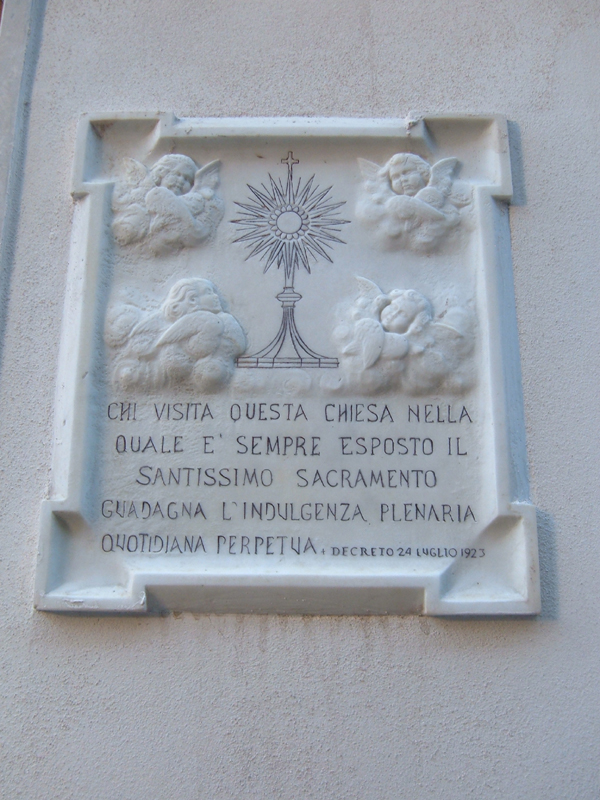
Indulgência declarada na fachada.
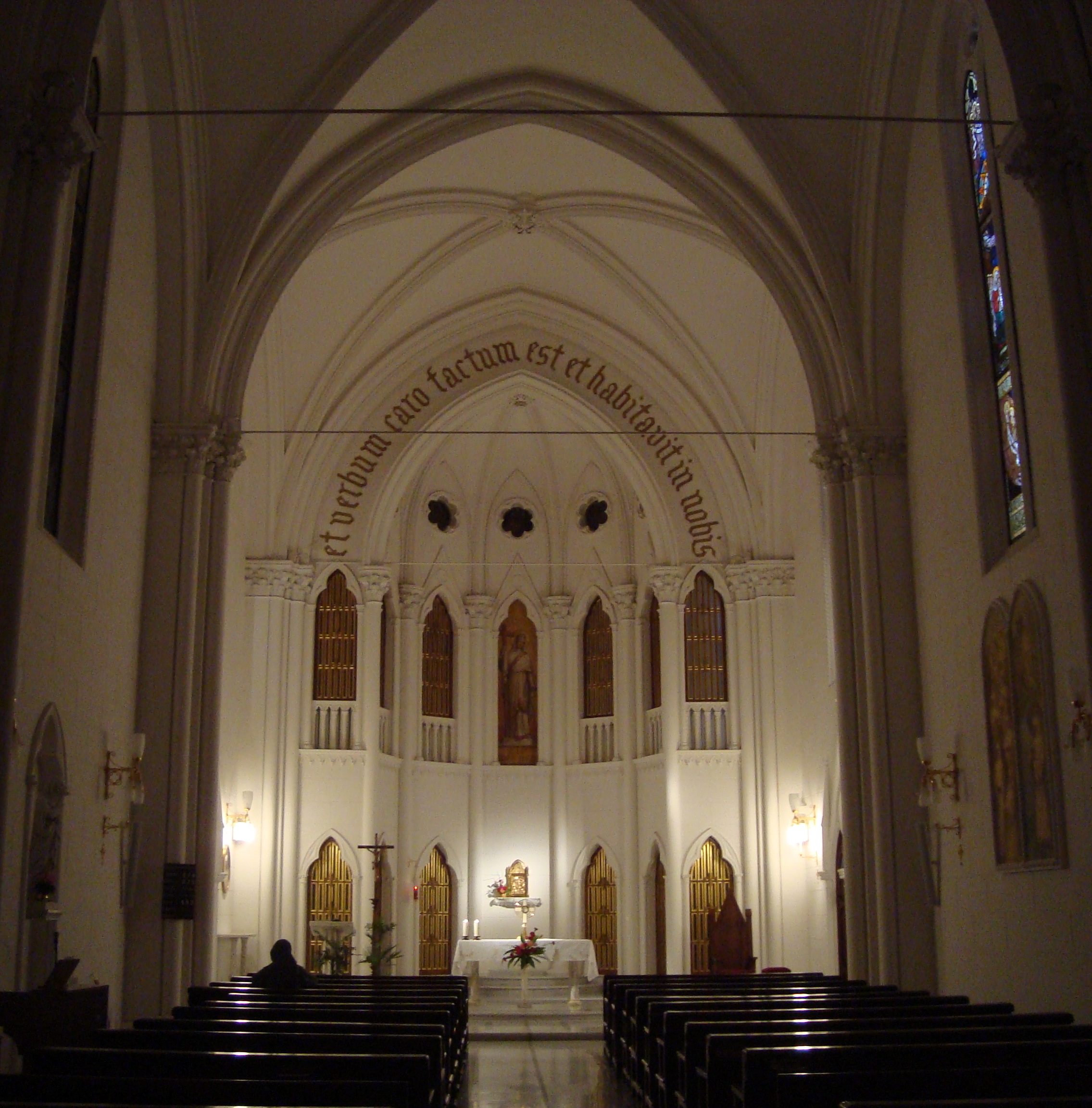
Vista do interior neogótico.